# Sydney Leroux
Sydney Rae Leroux Dwyer (Surrey, Brit Columbia, 1990. május 7. –) olimpiai- és világbajnok női amerikai válogatott labdarúgó.

## Pályafutása
Leroux Surreyben született kanadai és amerikai szülők gyermekeként. Szülei elváltak, amikor édesanyja három hónapos terhes volt Sydney-vel.
Tanulmányi évei alatt a Johnston Heights középiskola csapatának tagjaként nyert a 4×100 méteres atlétikai versenyen, de igazán közel a labdarúgás állt szívéhez.
A Coquitlam City Wild csapatával három szezon után országos harmadik helyezést ért el  2005-ben.
Tehetségének köszönhetően figyelt fel rá a Vancouver Whitecaps, ahol 15 évesen bemutatkozhatott a felnőttek között, így a mai napig a csapat legfiatalabban pályára lépő játékosa. Első szezonjában állami bajnoki címet nyert a 2005-ös Kanadai Játékokon a Caps-szel.
A 2012-es drafton első körben választotta az Atlanta Beat, azonban nem játszott a bajnoki rendszer átformálása végett és a Seattle Sounders keretébe távozott.
Karrierjét a Boston Breakers-nél folytatta 2013-ban, majd visszatért Seattle-be, és a Seattle Reign együtteséhez szerződött egy évvel később.
A Western New York Flash 2015-ben csábította magához, de három meccs után távozott, mert aláírt az NWSL akkori sikercsapatához, a FC Kansas City-hez. 2018 óta az Orlando Pride keretének tagja.

### Válogatott
Junior szinten a kanadai korosztályos válogatottak mindegyikében pályára lépett, de 2008-ban az amerikai válogatottság mellett döntött.
Azóta 77 mérkőzésen 35 találatot szerzett és 2012-ben olimpiát, 2015-ben pedig világbajnokságot nyert amerikai színekben.

## Sikerei

### Klub
Észak-amerikai bajnoki ezüstérmes (1):
- NWSL rájátszás döntős (1):
  - Seattle Reign: 2014

### Válogatott
- Világbajnok (1): 2015
- Olimpiai aranyérmes (1): 2012
- Aranykupa győztes (1): 2014

## Statisztikái

### Klub
2019. április 21-i állapot
| Klub                   | Szezon            | Bajnokság         | Bajnokság | Bajnokság | Kupa  | Kupa | Nemzetközi | Nemzetközi | Összesen | Összesen |
| Klub                   | Szezon            | Division          | Mérk.     | Gól       | Mérk. | Gól  | Mérk.      | Gól        | Mérk.    | Gól      |
| ---------------------- | ----------------- | ----------------- | --------- | --------- | ----- | ---- | ---------- | ---------- | -------- | -------- |
| Vancouver Whitecaps    | 2011              | USL W-League      | 11        | 11        | –     | –    | –          | –          | 11       | 11       |
| Seattle Sounders       | 2012              | USL W-League      | 2         | 2         | –     | –    | –          | –          | 2        | 2        |
| Boston Breakers        | 2013              | NWSL              | 19        | 11        | –     | –    | –          | –          | 19       | 11       |
| Seattle Reign          | 2014              | NWSL              | 24        | 5         | –     | –    | –          | –          | 24       | 5        |
| Western New York Flash | 2015              | NWSL              | 3         | 1         | –     | –    | –          | –          | 3        | 1        |
| FC Kansas City         | 2017              | NWSL              | 23        | 6         | –     | –    | –          | –          | 23       | 6        |
| Orlando Pride          | 2018              | NWSL              | 20        | 6         | –     | –    | –          | –          | 20       | 6        |
| Orlando Pride          | 2019              | NWSL              | 3         | 0         | –     | –    | –          | –          | 3        | 0        |
| Orlando Pride          | 2020              | NWSL              | 3         | 1         | –     | –    | –          | –          | 3        | 1        |
| Orlando Pride          | Összesen:         | Összesen:         | 26        | 7         | 0     | 0    | 0          | 0          | 26       | 7        |
| Karrier összesen:      | Karrier összesen: | Karrier összesen: | 108       | 43        | 0     | 0    | 0          | 0          | 108      | 43       |

## Magánélete
2015. február 14-én házasodott össze Dom Dwyer profi labdarúgóval.
2016. szeptember 10-én megszületett fiúk Cassius Cruz Dwyer, két évvel később pedig 2018. november 28-án bejelentették lányuk érkezését. Terhességét követően hat hónappal újra részt vesz az Orlando Pride edzésein.